# Guerre messicane-indiane
Col termine di guerre messicane-indiane si intende una serie di conflitti combattuti tra gli spagnoli inizialmente e poi tra i messicani, i guatemaltechi, gli honduregni, i salvadoregni ed i belizani contro gli amerindi dell'attuale Messico e delle aree circostanti del Belize, del Guatemala, dell'Honduras, di El Salvador e degli Stati Uniti meridionali e occidentali. Il periodo di guerra iniziò con la conquista spagnola dell'Impero azteco nel 1519 e continuò sino alla fine della guerra delle caste dello Yucatán nel 1933.

## Elenco dei conflitti
- Ribellione Acaxee (1601-1607) (alleati Acaxee: Tepehuán, Xixime)
- Guerre indiane americane (1540-1924)
- Guerre apache-Messico (1600-1930)
- Conquista spagnola dell'Impero azteco (1519-1521)
- Guerra delle caste
- Guerra Chichimeca (1550-1590) (Confederazione Chichimeca dello Zacateco, Guachichil, Pame e Guamare; alleati: altre "nazioni Chichimeca" come Caxcan, Tepecano, Tecuexe, Otomi)
- Ribellione Chimayó del 1837
- Rivolta Chumash del 1824
- Guerre Comanche-Messico (1821-1870) (alleati Comanche: Kiowa, Apache delle pianure)
- Guerra di Mixtón (1540-1542) (alleati Caxcan: Zacateco, Guachichil, Tecuexe e Coca)
- Rivolta di Pima (1751-1752)
- Rivolta Pueblo (1680-1692)
- Rivolta Tepehuán (1616-1620) (alleati Tepehuán: Irritillas, Acaxee, Xixime, Humes, Mestizos, mulatti)
- Ribellione Tzeltal del 1712 (32 città maya alleate: Tzeltal Maya (14), Tzotzil Maya (15), Ch'ol Maya (3))
- Guerre Yaqui (1533-1929) (alleati Yaqui: Mayo, Opata, Pima)
- Conflitto del Chiapas (1994-oggi) (Tzeltal Maya, Tzotzil Maya e altri gruppi indigeni, Ladino)